# Canthidium decoratum
Canthidium decoratum là một loài bọ cánh cứng trong họ Bọ hung (Scarabaeidae).